# ブラック・ヒート
ブラック・ヒート（Black Heat）は、アメリカ合衆国のファンク・バンド。

## キャリア
ブラック・ヒートは、キング・レイモンド・グリーンによって設立され、フィリップ・ギルボーによって発見された1970年代のファンクバンドだった。
ファースト・アルバムには、ラルフ・マクドナルドとデビッド・ニューマンがゲスト参加している。ヒットには恵まれなかったものの、クール・アンド・ザ・ギャングの曲をカバーした「ラブ・ザ・ライフ・ユー・リブ」が、ニューヨークのラッパーやブレイク・ダンサーの人気曲になり、アルバムが復刻された。同曲は、カーティス・ブロウのラップ・ヒストリーものの編集盤にも収録された。彼らのアルバムには、「Black Heat」（ゲストアーティストのDavid "Fathead" Newmanとの共演）、「No Time To Burn」、「Keep On Runnin '」などがある。グループのヒットシングルは「NoTimeto Burn」で、米国のビルボードブラックシングルチャートで46位に達した。彼らの最初の2枚のアルバムのCDの再発行は、2001年にMレーベルによって「Declassified　Grooves」というタイトルでリリースされた。彼らAtlantic　Recordsの元のプロデューサーであるジョエル・ドーンの記念コンサートに出演した。彼らが再会したのは、数十年間でこれが初めてだった。

## メンバー
- Johnell Gray - Keyboards, Vocals
- Bradley Owens - Guitar, Vocals
- Chip Jones - Bass Guitar, Vocals
- King Raymond Green - Congas, Timbales, Harmonica and Vocals
- Esco Cromer - Drums, Vocals
- Ray Thompson - Woodwinds
- Rodney Edwards - Trumpet
- Ken Carroll - Tenor Sax

## ディスコグラフィ
- Black Heat  (Atlantic Records, 1972)
- No Time to Burn (Atlantic, 1974) U.S. R&B #58, U.S. #201
- Keep on Runnin (Atlantic, 1975)